# Joan Fagés i Virgili
Joan Fagés i Virgili (Tarragona, 31 de juliol de 1862 — Madrid, 4 d'agost de 1911) fou un químic català, acadèmic de la Reial Acadèmia de Ciències Exactes, Físiques i Naturals.

## Biografia
Fill d'un metge, cursà el batxillerat a l'Institut de Tarragona, després es traslladà a Barcelona, on en 1882 es va llicenciar en farmàcia i ciències físicoquímiques a la Universitat de Barcelona. Després marxà a Madrid, on el 1883 es va doctorar en ciències físicoquímiques a la Universitat de Madrid i el 1887 en farmàcia. Durant un temps hi treballà com a professor ajudant, i hi fou deixeble de Magí Bonet i Bonfill i de José Rodríguez Carracido, alhora que influït pel mètode de treball de Wilhelm Ostwald.
El 1903 va obtenir la càtedra d'anàlisi química de la Facultat de Ciències de la Universitat de Madrid i fou nomenat vocal del Reial Consell de Sanitat. El 1910 fou membre corresponent de la Reial Acadèmia de Ciències i Arts de Barcelona. Vicepresident de la Secció de Ciències Físic-Químiques de l'Associació Espanyola per al Progrés de les Ciències i soci fundador i vicepresident de la Reial Societat Espanyola de Física i Química. El 1907 fou escollit acadèmic de la Reial Acadèmia de Ciències Exactes, Físiques i Naturals, en va prendre possessió el 1909 amb el discurs  Los químicos de Vergara y sus obras, sobre els químics de la Reial Societat Bascongada d'Amics del País.

## Obres
- De la determinación cuantitativa del arsénico, pesando piroarseniato magnésico. Anales de la Sociedad Española de Física y Química, 2 (1904). 106-114.
- Acción de los sulfuros sobre los nitroprusiatos: causa de la coloración resultante y de sus variaciones. Madrid, La Gaceta, 1905.
- Los métodos indirectos de la química analítica (1910)